# Schottische Badmintonmeisterschaft 2007
Die Schottische Badmintonmeisterschaft 2007 fand vom 2. bis zum 4. Februar 2007 in Perth statt. Perth war damit zum sechsten Mal in Serie Austragungsort der Titelkämpfe.

## Austragungsort
- Perth, Bell’s Sports Centre

## Finalresultate
| Disziplin    | Sieger                       | Finalist                      | Ergebnis            |
| ------------ | ---------------------------- | ----------------------------- | ------------------- |
| Herreneinzel | Gordon Thomson               | Stuart Gilliland              | 21-12, 21-16        |
| Dameneinzel  | Rita Yuan Gao                | Susan Hughes                  | 21-17, 21-9         |
| Herrendoppel | Andrew Bowman Watson Briggs  | David Forbes Stewart Kerr     | 21-14, 21-18        |
| Damendoppel  | Rita Yuan Gao Susan Hughes   | Imogen Bankier Emma Mason     | 21-16, 17-21, 21-12 |
| Mixed        | Watson Briggs Imogen Bankier | Craig Robertson Rita Yuan Gao | 21-15, 21-19        |